# Jacek Kobylski
Jacek Kobylski (ur. 7 lipca 1968 w Szczecinie) – lutnik, projektant oraz twórca instrumentów "Nexus". Studiował filozofię na Uniwersytecie Jagiellońskim. Od połowy lat osiemdziesiątych budował instrumenty sygnując je swoim nazwiskiem, na początku lat dziewięćdziesiątych pod marką "Nexus".
Jako pierwszy na świecie zastosował granit do budowy podstrunnicy instrumentu. Publikuje artykuły dotyczące porad lutniczych oraz budowy instrumentów w czasopiśmie muzycznym TopGuitar.
Muzycy grający na instrumentach budowanych przez Jacka Kobylskiego:
- - Waldemar Tkaczyk - O.N.A. Kombi
  - Filip Sojka - Kayah
  - Piotr Żaczek - Reni Jusis
  - Marcus Miller
  - Mike Porcaro - Toto
  - Stefan Ude - Guano Apes
  - Bert Embrechts - Vaya Con Dios
  - Darrel Jones - The Rolling Stones, Michael Jackson
  - Wojciech Wójcicki - Maryla Rodowicz, Kasia Kowalska, Mira Kubasińska, Kolaboranci, Ewelina Flinta, Maciej Silski
  - Joe Goessberg
  - Graeme Clark - Wet Wet Wet
  - Dean Brown - Marcus Miller
  - Łukasz Górewicz
  - Arkadiusz Malinowski - Czerwone Gitary
  - Dariusz Krupa - Edyta Górniak